# Nowolubiwka
Nowolubiwka (ukr. Новолюбівка) – wieś na Ukrainie, w obwodzie ługańskim, w rejonie swatowskim. W 2001 liczyła 99 mieszkańców, spośród których 98 posługiwało się językiem ukraińskim, a 1 rosyjskim.